# マッレス・ヴェノスタ
マッレス・ヴェノスタ（イタリア語: Malles Venosta ; ドイツ語: Mals マールス）は、イタリア共和国トレンティーノ＝アルト・アディジェ州ボルツァーノ自治県にある、人口約5,300人の基礎自治体（コムーネ）。

## 地理

### 位置・広がり
ボルツァーノ自治県西部に位置する。北東にオーストリア、西にスイスと国境を接する。

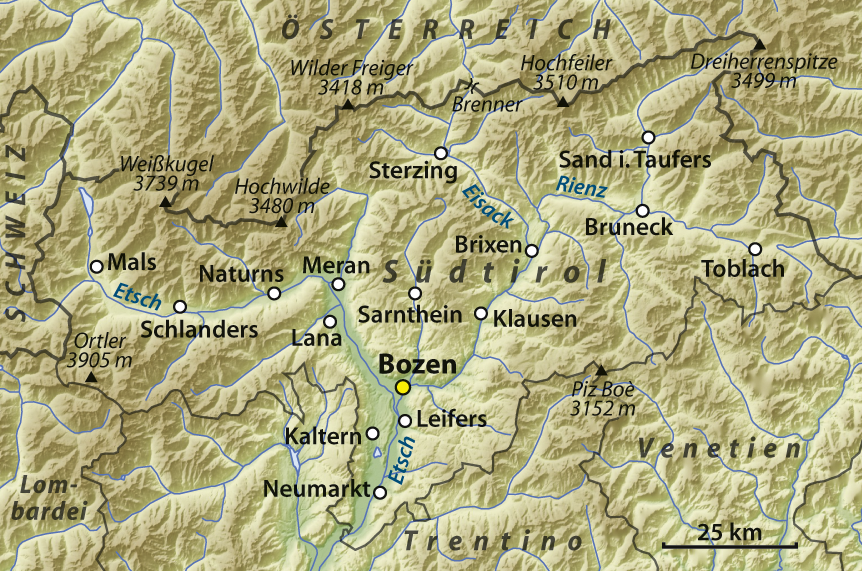
ボルツァーノ/南チロル自治県地図（地名はドイツ語表記）

#### 隣接コムーネ
隣接するコムーネは以下の通り。括弧内のCH-GRはスイスのグラウビュンデン州、AT-7はオーストリアのチロル州所属を示す。
- クローン・ヴェノスタ
- グロレンツァ
- ラーザ
- Scuol (CH-GR)
- セナーレス
- シランドロ
- ズルデルノ
- ゼルデン (AT-7)
- トゥブレ

## 行政

### 分離集落
マッレス・ヴェノスタには以下の分離集落（フラツィオーネ）がある。
- Burgusio (Burgeis), Tarces (Tartsch), Laudes (Laatsch), Clusio (Schleis), Slingia (Schlinig), Mazia (Matsch), Planol (Planeil), Piavenna (Plawenn), Alsago (Alsack), Ultimo (Ulten)

## 住民

### 言語
| 言語集団調査（2011年） | 言語集団調査（2011年） | 言語集団調査（2011年） | 言語集団調査（2011年） | 言語集団調査（2011年） |
| ---------------------- | ---------------------- | ---------------------- | ---------------------- | ---------------------- |
|                        |                        |                        |                        |                        |
| ドイツ語               | ドイツ語               |                        | 96.92%                 | 96.92%                 |
| イタリア語             | イタリア語             |                        | 3.00%                  | 3.00%                  |
| ラディン語             | ラディン語             |                        | 0.08%                  | 0.08%                  |

2011年に行われた、住民がドイツ語・イタリア語・ラディン語のいずれの「言語集団」に属するかの調査によれば（ボルツァーノ自治県#言語集団調査参照）、住民の約97%がドイツ語話者である。

## ギャラリー

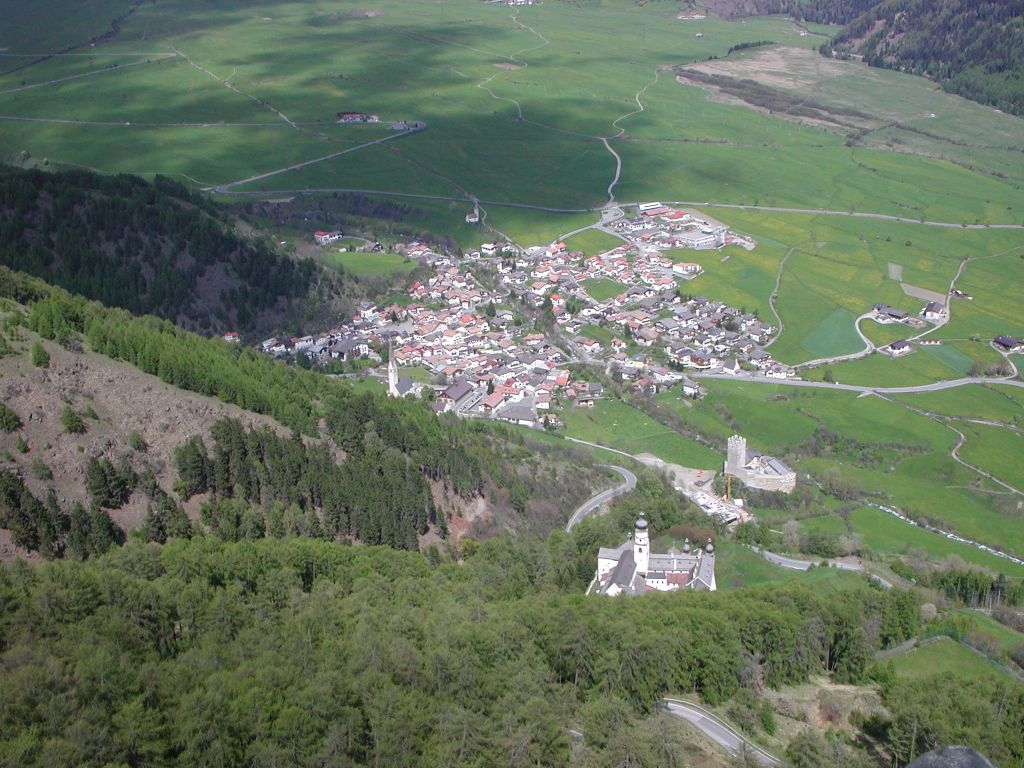
La frazione di Burgusio. In basso, l'abbazia di Monte Maria